# Гу (коммуна)
Гу (фр. Goux) — коммуна во Франции, находится в регионе Юг — Пиренеи. Департамент — Жер. Входит в состав кантона Плезанс. Округ коммуны — Миранд.
Код INSEE коммуны — 32151.

## География

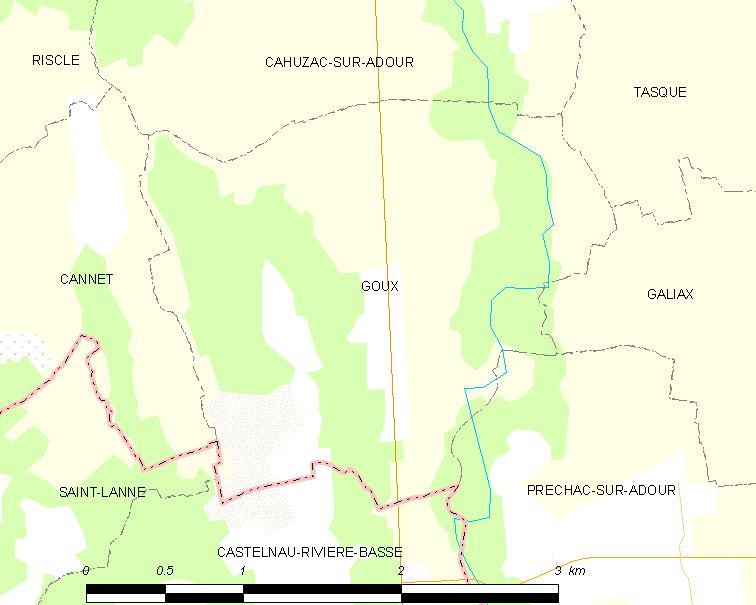
Карта коммуны

Коммуна расположена приблизительно в 610 км к югу от Парижа, в 120 км западнее Тулузы, в 50 км к западу от Оша.
На востоке коммуны протекает река Адур, а на западе — река Боскасе.

## Климат
Климат умеренно-океанический. Лето жаркое и немного дождливое, температура часто превышает 35 °С. Зимой часто бывает отрицательная температура и ночные заморозки. Годовое количество осадков — 700—900 мм.

## Население
Население коммуны на 2010 год составляло 84 человека.
| 1962 | 1968 | 1975 | 1982 | 1990 | 1999 | 2010 |
| ---- | ---- | ---- | ---- | ---- | ---- | ---- |
| 123  | 102  | 76   | 69   | 62   | 84   | 84   |

## Администрация
| Период | Период | Фамилия         | Партия | Примечания |
| ------ | ------ | --------------- | ------ | ---------- |
| 2001   | 2008   | Габриэль Ламарк |        |            |
| 2008   | 2020   | Патрисия Ламарк |        |            |

## Экономика
В 2010 году среди 51 человека трудоспособного возраста (15-64 лет) 35 были экономически активными, 16 — неактивными (показатель активности — 68,6 %, в 1999 году было 44,2 %). Из 35 активных жителей работали 31 человек (16 мужчин и 15 женщин), безработных было 4 (1 мужчина и 3 женщины). Среди 16 неактивных 2 человека были учениками или студентами, 9 — пенсионерами, 5 были неактивными по другим причинам.

## Достопримечательности
- Церковь Св. Роха (XIV век)
- Замок Гуль
- Водяная мельница (XIV век)[4]